# Gattendorf (Austria)
Gattendorf (en húngaro: Lajtakáta) es una ciudad localizada en el Distrito de Neusiedl am See, estado de Burgenland, Austria.
- Datos: Q871461
- Multimedia: Gattendorf, Burgenland / Q871461

1. ↑  Worldpostalcodes.org, código postal n.º 2474.